# Liparis fleckeri
Liparis fleckeri är en orkidéart som beskrevs av William Henry Nicholls. Liparis fleckeri ingår i släktet gulyxnen, och familjen orkidéer. Inga underarter finns listade i Catalogue of Life.